# St. Stanislaus Kostka (Śmigiel)

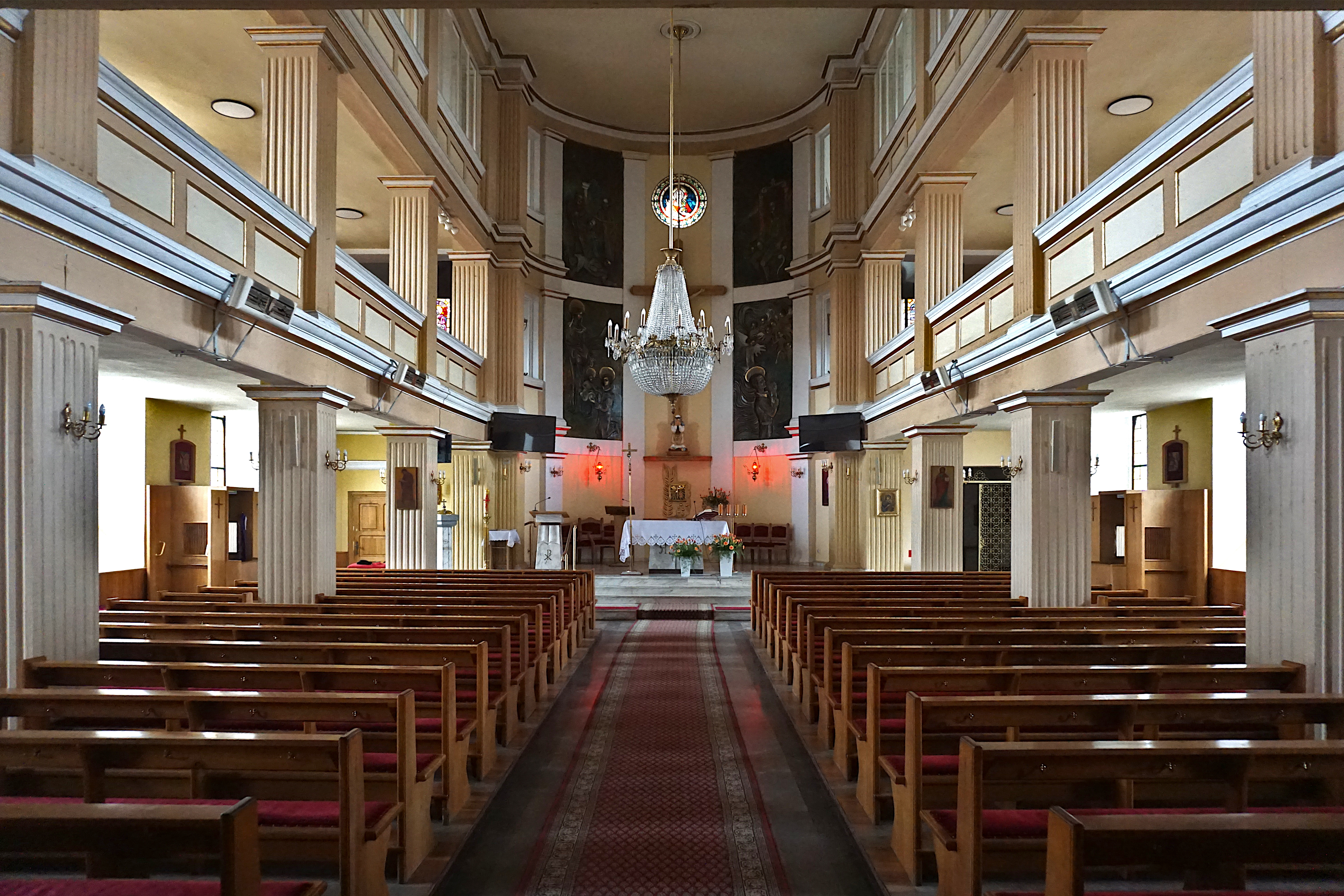
Innenraum der ehem. evangelischen Kirche

Die Kirche St. Stanislaus Kostka (polnisch Kościół św. Stanisława Kostki w Śmiglu) im großpolnischen Śmigiel (deutsch Schmiegel) geht auf einen Schinkelschen Kirchenbau zurück.

## Geschichte
Die seit dem 16. bestehende evangelische Kirchengemeinde, die bis 1918 zum Kirchenkreis Lissa in der Kirchenprovinz Posen der evangelischen Landeskirche in Preußen gehörte, musste sich den Bauplatz gerichtlich erstreiten. Der Bau wurde 1827–30 nach einem Entwurf Schinkels ausgeführt. Im Jahr 1862 wurde ein spitzer Turmhelm aufgesetzt und der Turm mit der markanten Stuckverzierung versehen. In den Jahren 1968/69 wurde die Kirche neu verputzt, aber durch Auslassen des unteren Sohlbankgesims und der Bogenrahmungen das Erscheinungsbild erheblich verändert.

## Bauwerk
Die Kirche ist ein rechteckiger Putzbau unter Satteldach.
Die Längsseiten haben fünf Achsen, die Schmalseiten drei Achsen. Die Fassaden tragen übereinandergestellte Rundbogenfenster, die durch Gesimse auf Höhe der Sohlbänke und Kämpfer verbunden sind.

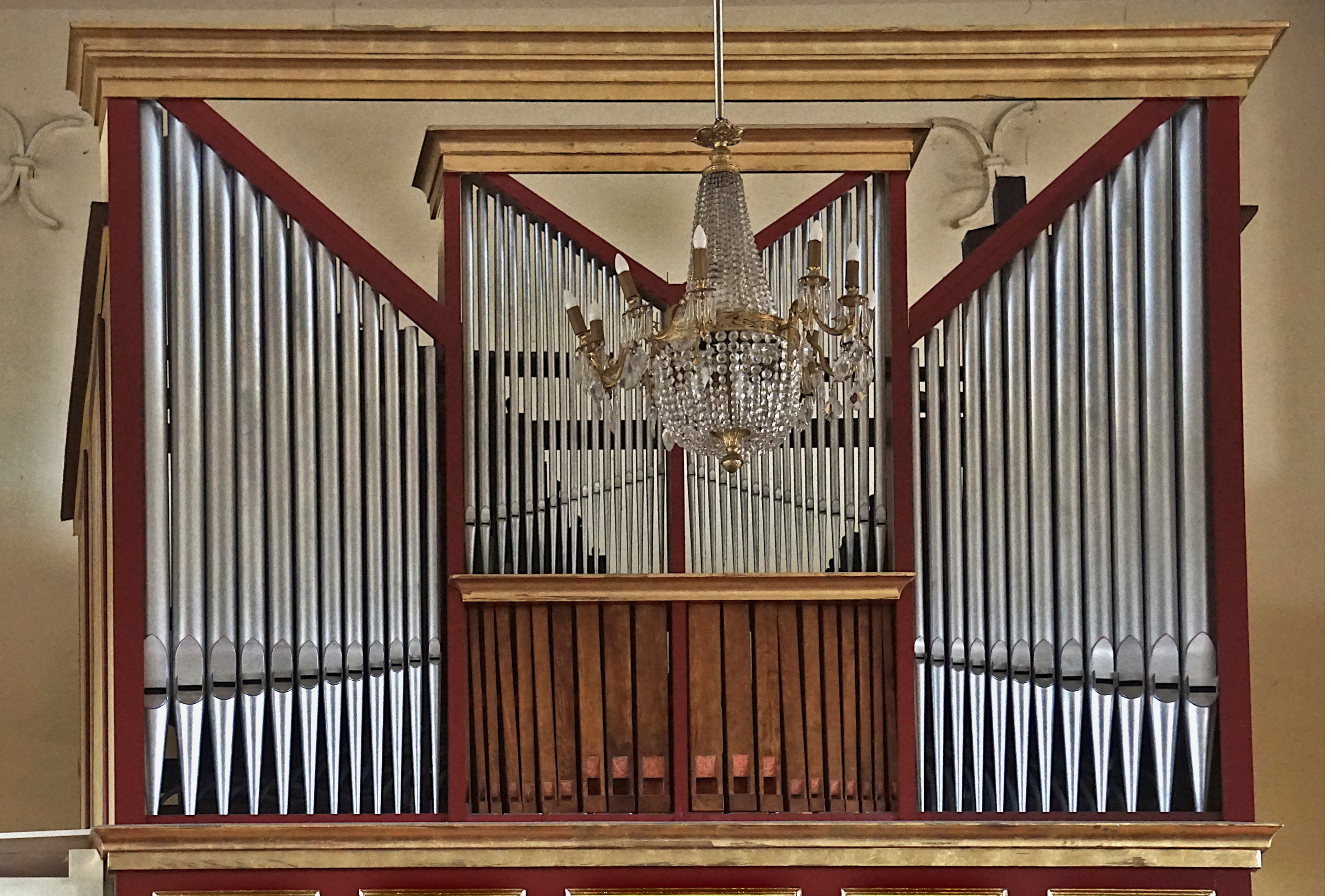
Orgel von 1979

Nachdem die ursprüngliche Orgel mit 17 Stimmen vom Liquidationsamt als Eigentümer ehemaligen deutschen Vermögens veräußert worden war, baute Norbert Kuźnik (Warschau) in den Jahren 1977–79 ein gebrauchtes Instrument aus einer abgebrochenen Kirche auf, das 19 Register besitzt.